# Mauretanien i olympiska sommarspelen 2000
Mauretanien deltog i de olympiska sommarspelen 2000 med en trupp bestående av två deltagare, en man och en kvinna, men ingen av landets deltagare erövrade någon medalj.

## Friidrott
Herrarnas 1 500 meter
- Sidi Mohamed Ould Bidjel
  1. Omgång 1 - 4:03.74 (→ gick inte vidare, 39:e plats av 41)

Damernas 100 meter
- Fatou Dieng
  1. Omgång 1 - 13.69 (→ gick inte vidare, 82:a plats av 84)